# Automata UK
Automata UK, o semplicemente Automata, è stata una software house specializzata nella produzione e distribuzione di videogiochi per ZX Spectrum, attiva tra il 1982 e il 1985. Divenne nota per aver realizzato i titoli Pimania (1982), My Name Is Uncle Groucho, You Win A Fat Cigar (1983), Automonopoli (1983) e Deus Ex Machina (1984).

## History
Automata venne fondata da Mel Croucher il 19 novembre 1977. Nel 1979 lo raggiunse Christian Penfold; i due avevano lavorato insieme in precedenza alla radio producendo degli show per l'Independent Radio Authority, che poi aveva loro permesso di scrivere guide turistiche e realizzare prodotti d'intrattenimento.
Croucher aveva comprato uno ZX-81 e, mentre i due erano sul posto per creare una guida per Sealink alle Isole del Canale, iniziarono a pianificare le loro prime versioni di software mainstream. I primi successi commerciali di Automata furono Can of Worms e The Bible. Per Pimania (1982), il primo titolo per ZX Spectrum, Penfold venne premiato dal C&VG "Designer of the Month".
Automata divenne famosa per il suo supporto per il concetto di gioco non violento, per l'idea di pubblicità a fumetti e apparizioni a ZX Microfairs. Penfold e Croucher percepirono come dannosi gli effetti di intermediari, distributori e rivenditori sull'industria del software; la stessa azienda era principalmente un'attività di vendita per corrispondenza e faceva pagare ai grossisti la stessa tariffa dei singoli clienti.
Dal giugno 1985, Automata cessò di realizzare titoli dopo che Croucher vendette a Penfold la sua quota azionaria.
Nel novembre 2012, Croucher rifondò Automata come Automata Source, con figure di spicco dei videogiochi, del marketing online e dell'industria musicale,

## Titoli
- Love And Death (1982)
- The Bible (1982)
- Pimania (1982)
- Automonopoli/Go to Jail (1983)
- Dragon Doodles & Demos (1983)
- Spectrum Spectacular (1983)
- Bunny/ETA (1983) - Croucher wrote the ETA portion of the game.
- Yakzee (1983)
- My Name Is Uncle Groucho, You Win A Fat Cigar (1983)
- Piballed (1984)
- Pi-Eyed (1984)
- Pi-in-'ere (1984)
- Piromania (1984)
- Olympimania (1984)
- Deus Ex Machina (1984)